# 土佐の一本釣り
『土佐の一本釣り』（とさのいっぽんづり）は、青柳裕介の漫画である。1975年より1986年まで「ビッグコミック」（小学館）にて連載された。単行本はビッグコミックス（小学館）より全25巻が刊行された。2004年にはスーパービジュアル・コミックス（小学館）全15巻が刊行された。
第25回（1979年度）小学館漫画賞を受賞している。
1980年に映画化され（後述）、2014年（公開は2016年）にも映画化された（後述）。
続編に『土佐の一本釣りPART2 純平』がある（後述）。

## 概要
物語の舞台は、土佐久礼（とさくれ）という漁師町である。市町村合併のため町村名には残っていないが、高松駅と窪川駅を結ぶ土讃線に、土佐久礼駅という駅名が残っている。純平がセーラー服姿の八千代と列車に乗り込む駅がここである。土佐久礼の町は土佐湾の一部となっている久礼湾に面している。湾の北側にあたる久礼川の河口付近に南北方向の大きな防波堤があり、その内側に小さな防波堤が浜を囲んでいる。この小さな防波堤は作品中によく出てくる。物語は純平と八千代という若い2人を主軸に、カツオの一本釣りの場面と漁師町である久礼の人々の生活が季節を巡るように描かれている。
作者の青柳裕介は2001年に死去するが、久礼の人々は「中土佐町久礼」の名を全国的に知らしめた彼の功績を称え、久礼の海を見渡すふるさと海岸（久礼八幡宮前）に記念碑を建てた。
『土佐の一本釣り』は一般社団法人マンガナイト主催の「これも学習マンガだ！世界発見プロジェクト」の社会分野で2015年に選定されている。その中で漫画家の里中満智子は「主人公順平はカツオ船での仕事や、女との付き合い方や、周囲の人間関係を通じて『こうあるべき』と自分に課しながら『こうありたいものだ』とあがいている。見事な男の成長記録であるとともに、カツオ漁を知る楽しみも満たしてくれる」と評している。
一般社団法人日本埋立浚渫協会のウェブサイト「名作が生まれた港」に「久礼港」が取り上げられ、青柳祐介と土佐の一本釣りが紹介されている。
全国町村会のウェブサイトに「高知県中土佐町」の紹介ページがあり、その中で「中土佐町がカツオ一本釣りの町として全国的に知られる契機となったのは、 昭和53年から漫画家の青柳裕介先生作の『土佐の一本釣り』が青年誌『ビックコミック』で連載されたことに始まります」と単行本の写真と共に記載されている。

## ストーリー

### 純平と八千代
主人公の純平が中学を卒業してすぐにカツオ船に乗り込むところから物語は始まる。「中学を出た若い者が初出漁じゃいという日は、浜の者がみんな見送りに来る」と説明されている。幼なじみの八千代は純平より2歳年上で、このときは高校に通っている。浜のみんなに見送られて純平は初出漁に出発する。
カツオ船における純平の仕事はカシキ（飯炊き）である。物語が連載と同じ時期の設定になっているとすれば、高校への進学は当たり前のことになっており、中学を卒業してカツオ船に乗り込む若者はほんの少数派になっている。第一福丸（39トン）に乗船した純平は下の者が入ってこないため、長い間カシキを務める。
当初の絵柄が変化し、登場人物のプロットは第3巻あたりで整理される。千代亀、権左、玄、又三、勝、三津子、貞松、丸子などの脇役の輪郭がしっかりしてくる。物語は洋上におけるカツオ漁、男たちが海に出ているときに留守をあずかる女性たち、男たちが戻ってきたときの陸の暮らしが季節が巡るように、繰り返して描かれていく。
その中で、純平と八千代の不器用な愛も育っていく。小さな漁師町という地域性と時代性のためなのか、八千代と純平は姉弟のように関係であったが、お互いを意識するようになる。一足早く社会人となった純平は2歳の年の差を越えて、八千代をリードするようになり、呼び方も「ヤッチャン」から「八千代」に変わっていく。
純平が第8話で八千代に「俺が言うきに…、抱いちゃる時は俺の方から言うきに、お前は女だから…いうな」と関白宣言をする。まあ、これが純平のプロポーズだったようだ。八千代は高校を卒業し、鰹節工場で働くようになる。純平も17歳になり、2人の結婚はもう時間の問題と思っていたらそう甘くはない。

### 伝馬船勝負
八千代の父親の千代亀は豪傑であり、周辺には何人かの豪傑の年寄り衆が控えており、彼らを何らかの形で納得させないと結婚は認めてもらない。第42話では久礼に帰港する福丸の船上で純平は結婚を宣言し、浜で網を繕う千代亀に八千代との結婚を申し込むが、「出直して来い」と一蹴される。ここは漁師町、カツオ船に乗る限り、浜の人々とはいやでも顔を合わせなければならない。濃密な人間関係が地域社会の横糸としてしっかり機能している町なのだ。
純平は千代亀に「大きな魚の釣り合いでも網の早作りでも」と挑戦状をたたきつけるが、千代亀だけではなく船頭さんからもきつい「ゲンコツ」をもらう。魚商のおばさんの後をついて回り、彼女から「亭主が苦労して釣った魚に大小はない」という言葉を聞き、2人からもらったゲンコツの意味を理解する。純平は千代亀に伝馬船の勝負を挑む。伝馬船は一丁魯の小舟で、操舟には力だけではなく技術が要求されるものであり、純平は簡単に負かされる。その晩、千代亀の家で盛り上がる豪傑連を前に、長い髪を切った八千代は「私、お父さんとお母さんに許してもらえるよう純平と力を合わせます」と宣言する。
第57話では台風で遭難したカツオ船を救助するため第一福丸が嵐の海に乗り出す話がある。このとき純平のことばが漁師たちの気を動かす。船は正面からの波には強いので、波を正面から受けなければならない。台風の風は回りながら中心部に吹き込むので、風をしっかり読む必要がある。この役割は千代亀が担当し、玄が操舵輪を握る。沖合いに出た福丸を勇気付けるために女たちは家々の海に面した窓を開け放ち、男たちに灯を見せる。女たちの灯に力をもらった男たちは無事に荒波にもまれる遭難者全員の救出に成功する。
純平と八千代の関係が大きく進展したのは第133話で八千代が職場で事故にあい、入院したことが発端となる。しかし、福丸は漁場に到着したばかりであり、船倉が空の状態では帰港できない。乗組員は必死にナブラ（カツオの群れ）を双眼鏡で探すが、カツオドリの影さえ見つかりない。船頭の指示で近くのカツオ船に電信が発せられ。船倉をいっぱいにした船が立ち寄ってくれれば純平を港に送ることができるからだ。カツオ船にとっては商品の鮮度は最重要事である。とても立ち寄ってはくれまいという懸念にもかかわらず、複数の船が「水くさいな」と来てくれる。海の男達の気持ちが通じ合う場面である。
港からランニングシャツ姿で空港にかけつけた純平は、おばあちゃんの好意により高知行きの便に乗ることができた。病院では目に包帯を巻いた八千代が意識を取り戻し、タクシーの停車する音に「帰ってきた」と声にする。病室に入ってきた純平は八千代の手を取り、すぐに千代亀に再挑戦するため病室を後にする。
純平は千代亀との第二次伝馬船勝負に挑む。魯をこぐ間も八千代との思い出が繰り返し脳裏に甦える。一方、千代亀の胸中にはどんな思いが浮かんでいたかは述べられていない。おそらく純平と八千代が一緒になることを一番望んでいたのは千代亀だったのでないだろうか。ともかく、結果は純平が勝利する。病室に戻った純平は八千代をおぶって港に出る。そして、「今年の漁が終わったら、お前はおれの女房だ」と告げる。

### 祝言
福丸の漁期が明ける連絡が入ると久礼の町では純平や八千代の都合に関係なく、結婚披露宴の準備が急ピッチで進められる。権左ら三名の豪傑連は久礼の古式の結婚式をもくろみ、羽織・袴の正装で吉村家と小松家を訪れ、「両家の祝言の段取り役をつとめさせていただきます」と宣言する。続いて福丸の船主である川西家を訪れ、祝言の場を借りたいと申し入れる。船主はすでに他界しており、未亡人は仏前に「おまえさん、いよいよ始まります。純平ちゃんと八千代ちゃんの結婚式が」と報告する。祝言まではあと2日という慌しさである。
福丸が久礼港に入り、貞松から報告を受けていた純平は段取りの無効を訴えるが、あっさりだまされて川西家の座敷牢に入れられてしまう。貞松にのこぎりを借りて座敷牢を脱出した純平に対して、八千代の隠れファンたちが殴りかかる。一方、袖ひきに手を引かれて八幡様に向かう婚礼衣装の八千代は、正装の貫二から「祝いますぞえ」の洗礼を受ける。これは文字通り、花嫁に水をかけてしまうお祝いである。「後悔しないか」と詰め寄る貫二に、「後悔はしません」と八千代は応じる。「幸せになりやがれ」と柄杓の水を浴びせる貫二の目に涙が光る。純平と殴り合いをしていた男たちもそれに続く。福丸のメンバーもやってきて、こちらは樽の酒をかける。当然、八千代はその場でお色直しとなる。
さらに、祝言の準備をしている会場でも、勝と丸子の夫婦生活に端を発して、男性側と女性側の対立が深刻化し、結婚式は崩壊の危機に瀕する。そのとき庭に貞松、まさし、一夫の三人が余興のためお面を被って現れる。「よめごどのにもの申す」から余興は始まり、二番目は順番をまちがえて「ところで嫁ごは生娘か」になる。「初夜のシーツ、みしるしなければなんとする?」と畳み込まれ、八千代の目が点になる。「さあ、なんとする…教えてやってもいいのだが、いいのだが」の誘いに、千代亀がおひねりを投げる。「娘のだいじにこれじゃ少ない、少ない」と告げられ、周辺の大人からおひねりがバラバラと飛んでくる。このきわどい余興の笑いの中で男性陣と女性陣は和解となり、披露宴が始まる。
祝宴のため、花婿の海の仲間はこの日のために数日前から魚を釣りに出かけ、花嫁の浜の仲間はこの日のために数日前から祝宴の準備をする。近隣の町からの祝い客を受けるのは段取り役の三豪傑の役目である。ひきも切らずに訪れる祝い客の酒の相手を交代で務める。「血ヘド吐こうが、祝いに来てくれた客の相手をするのが男の礼だ」と伝七が言うように、彼らにとってはまさに体力勝負の披露宴となる。
早朝にサイレンが鳴り、大敷き網にブリの大群が入ったという報せが入る。大敷き網は年寄り衆の仕事場なので、酒が入ったまま彼らは足取りも確かに仕事場に向かう。ブリは大群のため若者の力が必要となり、その連絡を受けて祝宴会場の全員が立ち上がる。千代亀が船の配置を仕切る。久礼の大敷網は道網、主網、箱網、三段箱という構成になっている。二段目の箱網の口が閉じられ、網が巻き上げられると魚はより奥の三段箱に追い込まれ、最後は袋網に落とされる。袋網を両側から巻き上げると魚が姿を現す。最後は網ですくって浜で待つ女性たちのもとに届けられる。

### 室戸の錠吉
第160話では中学を卒業した貞松が第一福丸に乗船することになる。純平にも後輩ができ、漁師としての転機が訪れる。そんなとき、漁の最中に竿が折れるという事故が発生し、船頭は目を傷める。荷揚げに上陸した福丸から船頭は病院に直行する。荷揚げの後に病院に向かった船の主要メンバーが交通事故に遭遇し、福丸は船頭と3人の有資格者を一気に失うことになる。
福丸はカツオ漁の最盛期に操業停止となる。臨時に雇われた室戸の錠吉は豪腕の船頭であるが、鳥羽の船を沈めて多くの犠牲者を出した経歴の持ち主である。飲んだくれの錠吉を船頭と認める者はほとんどいない。しかし、錠吉の腕は確かなものであった。錠吉は前の船頭が可愛がっていた純平をたたきつぶすことにより、力で新しい船頭としての実力を福丸のメンバーに見せつける作戦を進める。
下りカツオの群れに苦戦するメンバーに対して錠吉が「たった今からこの船はおれが指揮する」と宣言する。さきほどの苦戦がうそのような大漁に船のメンバーの錠吉を見る目が変わる。彼らは一人ひとり船頭に挨拶に行く。しかし、純平だけは「あいつを認めたら、俺たちはまた何もできないカスになる」と抵抗を続ける。後の展開をみると、すぐに白旗を上げずにカツオ漁の技術を自分から盗めとけしかけているようにみえる。錠吉の突き放すような指導（いじめ）に耐えて、純平は漁師として一回りも二回りも成長する。よい餌を確保するため一人で餌場に向かい、カツオの群れの動きを読めるようにもなる。
すご腕の船頭の錠吉には一つ悪い癖があった。それは台風を利用したカツオ釣りである。台風に遭遇すると海は荒れ、カツオも餌を食うことはできない。台風の通り過ぎたあとの群れは入れ食い状態になるというのである。台風の間は新鮮なカツオは市場にはないので、そんなときにカツオを満載した船が港に到着したら、ものすごい高値になることは容易に想像がつく。錠吉はそれを狙っていたのである。
しかし、それは麻薬と同じである。一度、その味をしめると次も同じことをしようとする。それで鳥羽の船は沈んだのである。勝の意見で船は港に戻ろうとするが、錠吉は海に飛び込む。彼の捜索に時間を費やした福丸は台風に巻き込まれる。一晩の苦闘の末に福丸は錠吉の言うカツオの湧く海にいた。港での高値を呼ぶセリの陰で、福丸のメンバーは錠吉の遺体の回りで頭を下げている。

## 登場人物
小松 純平（こまつ じゅんぺい）
漁師の父親を海難事故で失っている。中学を卒業してすぐカツオ船第一福丸に乗り込む。物語の大半は福丸で最年少のためカシキ（飯炊き）で過ごす。千代亀との2度目の伝馬船勝負に勝って八千代と所帯をもつ。
吉村 八千代（よしむら やちよ）
純平より2歳年上の幼なじみ。高校ではソフトボール部に属し、ピッチャーとしてチームを県大会の準優勝に導く。高校卒業後は鰹節工場で働く。なかなかの器量よしで性格もよいため、言い寄る男性も多いが、純平一途である。
千代亀（ちよかめ）
八千代の父親、純平が船に乗り始めた頃は船頭をしていたが、じきにカツオ船をリタイアする。純平に対して漁師としてのありよう、男の柾目の通し方を教える。権左、伝七、徳などの豪傑連が酒・将棋仲間になっている。
柴田 玄（しばた げん）
第一福丸の船長、酒には強いし船頭としての腕もよい。早くに父親を無くした純平にとっては父親のような存在である。純平と八千代との結婚については、現役組を率いて賛成派になる。
勝（かつ）
第一福丸の乗組員、年齢が近いこともあり、純平のよき相談相手になっている。八千代の親友であるお好み屋の丸子と電撃的に結婚する。
貞松（さだまつ）
純平の弟分、純平と同じように父親を海難事故で失っている。純平の結婚式ではまさし、一夫と一緒にお祝いの余興を行い、男性陣と女性陣の対立を解消する。中学卒業後に第一福丸に乗船する。
丸子（まるこ）
八千代の高校時代の親友、ソフトボール部では八千代とバッテリーを組む。勝にあこがれておりなにかと世話を焼く。好奇心の強いところと不用意な発言があり、よく漁師町で物議をかもす。
三津子（みつこ）
まぐろ船乗りの妻、夫の裕二と同様に狭い漁師町での居場所探しに悩む。純平が田子の船に乗って久礼に戻るとき、釧路で三津子と接触したことが漁師町の噂になり、男性陣と女性陣の対立に発展する。
室戸の錠吉（むろとのじょうきち）
第一福丸の船頭および中堅乗組員の事故により登場したすご腕の臨時船頭。魚群に対する的確な読み、市場動向の把握、生餌の手配などにより乗組員の信頼を勝ちとる。純平にはつらく当たるが、それは漁師としての純平の大きな成長に結びつく。

## 書誌情報
- 青柳祐介『土佐の一本釣り』小学館〈ビッグコミックス〉、全25巻。日付は初版第1刷発行日[6]。第16巻まではISBNがない[6]。
  1. 我は海の子（1978年10月1日）
  2. 進水式（1978年11月1日）
  3. 俺は男だ（1978年12月1日）
  4. 純生!純平（1979年7月1日）
  5. 燈台の灯（1979年8月1日）
  6. 親父の唄（1980年1月1日）
  7. 櫂と櫓（1980年2月1日）
  8. 不夜城（1980年7月11日）
  9. 遠吠え（1981年3月1日）
  10. 毛ばり（1981年9月1日）
  11. 甲板（1981年12月1日）
  12. 白南風（1982年2月1日）
  13. 鮫（1982年4月1日）
  14. 難破船（1982年9月1日）
  15. かげ膳（1983年1月1日）
  16. 夫婦窓（1983年10月1日） ISBN 4-09-180416-0[6]
  17. 海郷（1984年2月1日） ISBN 4-09-180417-9[6]
  18. 同行二人（1984年4月1日） ISBN 4-09-180418-7[6]
  19. 盃の心（1984年11月1日） ISBN 4-09-180419-5[6]
  20. 俺達の汗（1985年4月1日） ISBN 4-09-180420-9[6]
  21. 初陣（1985年5月1日） ISBN 4-09-180811-5[6]
  22. 女の海（1985年9月1日） ISBN 4-09-180812-3[6]
  23. 一心同体（1986年5月1日） ISBN 4-09-180813-1[6]
  24. 男一発（1986年7月1日） ISBN 4-09-180814-X[6]
  25. 男の重さ（1986年11月1日）  ISBN 4-09-180815-8[6]

- 青柳祐介『土佐の一本釣り』小学館〈スーパービジュアル・コミックス〉、全15巻[7]。
  1. 我は海の子　ISBN 978-4091603616
  2. 俺は男だ　ISBN 4-09-160362-9
  3. 出陣　ISBN 4-09-160363-7
  4. 千代亀のとっさん　ISBN 4-09-160364-5
  5. まけるか!　ISBN 4-09-160365-3
  6. 小学校の坂道で　ISBN 4-09-160366-1
  7. 海に生まれて　ISBN 4-09-160367-X
  8. そうれい・祭りだ　ISBN 4-09-160368-8
  9. 八千代の涙　ISBN 4-09-160369-6
  10. 勝の長い日　ISBN 4-09-160370-X
  11. 祝いますぞえ　ISBN 4-09-160381-5
  12. 妻をめとらば　ISBN 4-09-160382-3
  13. 局中法度　ISBN 4-09-160383-1
  14. 福丸ピンチ　ISBN 4-09-160384-X
  15. 男の重さ　ISBN 4-09-160385-8

## 土佐の一本釣りPART2 純平
続編として、数年後を舞台にした『土佐の一本釣りPART2 純平』が、引き続いて1986年から1991年まで『ビッグコミック』で連載された。単行本はビッグコミックスより全14巻が刊行された。
- 青柳祐介『土佐の一本釣りPART2 純平』小学館〈ビッグコミックス〉、全25巻。本項の日付は初版第1刷の発行日ではなく発売日。
  1. げんこつのルール（1987年5月30日）ISBN 4-09-181351-8
  2. 宝物（1987年7月30日）ISBN 4-09-181352-6
  3. 祭（ぬくも）り（1988年3月30日）ISBN 4-09-181353-4
  4. 夫婦枕（1988年7月30日）ISBN 4-09-181354-2
  5. 八千代の魂（1988年10月29日）ISBN 4-09-181355-0
  6. 小さな勇士の船出（1989年1月30日）ISBN 4-09-181356-9
  7. 生命（いのち）あるもの（1989年4月28日）ISBN 4-09-181357-7
  8. 冒険小僧（1989年10月30日）ISBN 4-09-181358-5
  9. 発芽の友（1990年4月28日）ISBN 4-09-181359-3
  10. バケツ一杯の水（1990年9月29日）ISBN 4-09-181360-7
  11. 南国土佐の女達（1991年2月28日）ISBN 4-09-182451-X
  12. 釣り合戦（1991年7月30日）ISBN 4-09-182452-8
  13. 大いなる幸に（1991年12月17日）ISBN 4-09-182453-6
  14. 我！祭りの始まり（1992年1月30日）ISBN 4-09-182454-4

## 1980年版映画
1980年12月27日公開。『男はつらいよ 寅次郎かもめ歌』との同時上映。1991年12月1日にVHS化され、2006年4月27日にDVD化された。

### スタッフ（1980年版）
- 原作：青柳裕介（小学館ビッグコミック連載）
- 制作：沢村国男、金田晴夫
- 製作補：佐藤正
- 脚本：前田陽一、松原信吾
- 監督：前田陽一
- 助監督：伊藤聚
- 撮影：長沼六男
- 美術：重田重盛
- 音楽：川辺真
- 録音：小林英男、小尾幸魚
- 配給：松竹
- 主題歌：「恋（れん）・恋（れん） かもめ」（ポリドール・レコード 7DX1036）
  - 作詞：門谷憲二、作曲：むつひろし、歌：千原ひかり

### キャスト（1980年版）
- 純平：加藤純平
- 八千代：田中好子
- 千代亀：加藤武
- ふき：樹木希林
- 多江：川口敦子
- 柴田：宍戸錠
- 三津子：山口美也子
- 丸子：亜湖
- 代貸：成田三樹夫
- 石松：志賀勝
- 大山：岡本信人
- 巡査：山谷初男

## 2014年版映画
『土佐の一本釣り 〜久礼発、17歳の旅立ち〜』のタイトルで、アールツーエンターテインメント (R2E) の企画により2度目の映画化がなされた。原作からは基本設定などを踏襲したのみで、2014年の中土佐町を舞台に、順平と八千代の年齢が引き上げられるなど、ストーリーは映画オリジナルとなっている。
蔵方正俊が『RAILWAYS 愛を伝えられない大人たちへ』『ゲームセンターCX THE MOVIE 1986 マイティボンジャック』に続いて監督した長編作となる。中島広稀は本作が映画初主演。
2014年11月22日・23日に舞台となる高知県中土佐町にて先行上映が行われた。2015年春全国上映予定と告知されていたが、同年秋冬へ延期されたのち、公開自体が立ち消えとなった。2016年1月には企画元であるアールツーエンターテインメントが映像製作プロダクションに対する撮影費用の一部未払いを発生させており、配給先が決まらずに映画館での公開の目処が立たなくなっていることと、企画プロデューサーが取材を拒否したことを『毎日新聞』が報じた。協賛は中土佐町を中心とする漁師・自営業者・公共団体と青柳プロダクションに留まり、原作版元の小学館をはじめとするメディア系企業のスポンサーが付かない状態であったが、2016年12月25日からユーロスペースでの公開に漕ぎ着け、同年11月5日・13日には新人監督映画祭の招聘作としてユナイテッド・シネマ豊洲でのプレミア上映が行われた。2017年には愛知、長野、大阪、高知でも上映される。

### あらすじ（2014年版）
順平は高知市にある甲子園の強豪校へ野球留学する高校2年生であったが、不良との暴力事件によって「燃えるものが無い」と野球をあっさり諦めて中退し、中土佐町久礼に帰郷する。そこから一本釣り漁師になるまでを、町職員になった八千代との恋や、県庁から赴任してきた同郷の徹による観光振興の企画作りを絡めて描く。

### スタッフ（2014年版）
- 原作：「土佐の一本釣り」（青柳裕介著：ビッグコミック／小学館刊）
- 総合プロデューサー：和田敦也（アールツーエンターテインメント）
- 企画：和田敦也（アールツーエンターテインメント）
- 制作：映画「平成・土佐の一本釣り」制作委員会（2014年時点）→アールツーエンターテインメント
- 脚本編集・監修：吉村領（青柳プロダクション）
- 監督：蔵方政俊
- 制作プロダクション：メディアンド
- 配給：アルファヴィル（2014年当時）→J.C.K（2016年）、アールツーエンターテインメント
- 配給協力：ダモアエムシープロモーション

### キャスト（2014年版）
- 小松純平：中島広稀
- 吉村八千代：森永沙良
- 西岡徹：河合龍之介
- 吉村千代亀：阿藤快
- 小松フキ：山田邦子
- 吉村浜：古村比呂
- 西岡明美：中越典子
- 勝：渡辺大
- タツ：森田成一
- 西岡徹：河合龍之介
- 権左：六平直政
- 由美：恩田めぐみ
- 恵子：平田伊梨亜
- 吉岡まり
- 池知佐子
- 水産商工課課長：小山田将
- 吉村耕平：加藤純平
- 警官：及川晴喜、寺部隼人
- ナレーション：森久保祥太郎

## イメージソング
- 八千代の詩（作詞：青柳裕介、作曲・歌：川島昭代司）1980年発売。東芝EMI TP-10714
- 土佐の一本釣り（作詞：川島昭代司、作曲：牧伸太郎、歌：高野けんじ）1987年発売。ビクター SV-7671。B面は「八千代の恋唄」